# Philip Zimbardo

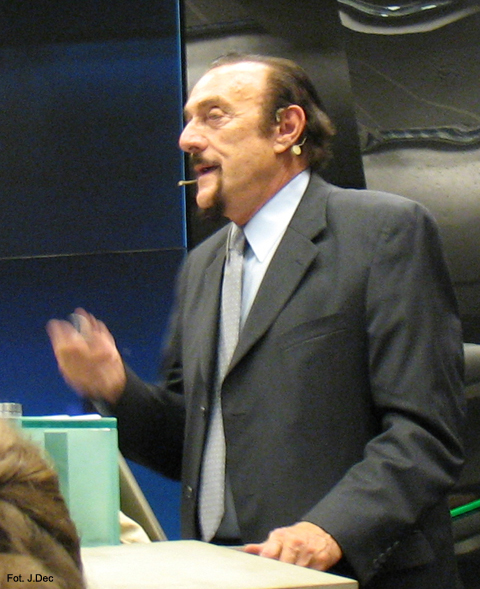
Philip Zimbardo w Warszawie, 2009

Philip George Zimbardo (ur. 23 marca 1933 w Nowym Jorku, zm. 14 października 2024 w San Francisco) – amerykański psycholog pochodzenia włoskiego, od 1968 do śmierci profesor Uniwersytetu Stanforda.

## Życiorys
Znany z przeprowadzenia eksperymentu więziennego, założyciel Kliniki Nieśmiałości, autor wielu książek, z których najbardziej znana to „Psychology and Life” (Psychologia i życie). Działał na rzecz popularyzacji psychologii, występując w cyklu programów „Discovering Psychology”.
Założyciel i patron działającego od 2014 jedynego w Polsce Centrum Zimbardo. Ulokowany w Katowicach na Nikiszowcu ośrodek jest miejscem spotkań i edukacji młodzieży.
W 2002 Zimbardo pełnił funkcję przewodniczącego Amerykańskiego Towarzystwa Psychologicznego.
W 1954 uzyskał tytuł bakałarza w Brooklyn College, rok później otrzymał tytuł magistra na Uniwersytecie Yale, na tym samym uniwersytecie doktoryzował się w 1959. W latach 1960–1967 wykładał na Uniwersytecie Yale, Uniwersytecie Columbia, Kolegium Barnarda oraz Uniwersytecie Nowojorskim.
Philip Zimbardo zajmował się wieloma dziedzinami psychologii, z czego najbardziej znane są jego dokonania w dziedzinie psychologii społecznej oraz badania nad nieśmiałością. Zajmuje się też psychologią zła, terroryzmu i dehumanizacji. Badania te zaowocowały wydaniem w 2007 przełomowej książki „The Lucifer Effect: Understanding How Good People Turn Evil” (Efekt Lucyfera: Dlaczego dobrzy ludzie czynią zło?), którego polską edycję wydało w 2008 Wydawnictwo Naukowe PWN. W 2009 PWN opublikowało również książkę P. Zimbardo i J. Boyda pt. (Paradoks czasu), ukazującą czas i zarządzanie nim przez pryzmat perspektyw, w których żyje współczesna jednostka i co można zrobić, żeby znaleźć lepszą perspektywę, tj. umożliwiającą dostrojenie własnego zegara psychologicznego.
Jego żoną była Christina Maslach (Krystyna Maślak), której przodkowie pochodzą z Polski. Była ona jednym z badaczy uczestniczących w eksperymencie więziennym, była też jedną z pierwszych osób, które uświadomiły profesorowi Zimbardo, że eksperyment wymyka się spod kontroli. Pobrali się rok po zakończeniu eksperymentu, 10 sierpnia 1972. Christina Maslach jest profesorem psychologii na University of California w Berkeley.

## Eksperyment więzienny
W 1971 Zimbardo, wraz ze współpracownikami, przeprowadził jeden z najbardziej znanych eksperymentów w historii psychologii: stanfordzki eksperyment więzienny. W piwnicach Wydziału Psychologii Uniwersytetu Stanforda zainscenizowano więzienie, w którym zamknięto 24 zdrowych psychicznie studentów, wybranych spośród ochotników. Podzielono ich losowo na dwie grupy: więźniów i strażników. Eksperyment miał pokazać znaczenie wpływu sytuacji społecznej na zachowanie jednostki. Uczestnicy zaczęli wcielać się w przypisane im role. Strażnicy postępowali brutalnie i sadystycznie w stosunku do więźniów, pojawiły się zachowania patologiczne. W nocy z piątego na szósty dzień więźniowie wzniecili bunt. Następnego dnia prowadzący zdecydowali się zakończyć przewidziany na czternaście dni eksperyment ze względu na obawę utraty kontroli nad sytuacją.
Eksperyment został udokumentowany w filmie Cicha furia Philipa Zimbardo – płyta z filmem ukazała się w Polsce w lutym 2007.
Eksperyment wywołał wiele kontrowersji w świecie nauki. Naukowcy zarzucali Zimbardo szereg nieprawidłowości przy organizacji badania, a po trzydziestu latach zdecydowano się na jego replikację. Wyniki okazały się zupełnie odmienne od eksperymentu w Stanford. Strażnicy byli każdego dnia coraz bardziej bierni, co zaczęli nawet wykorzystywać więźniowie, domagając się nowych przywilejów. Nie miały miejsca żadne przejawy agresji. Kiedy autorzy replikacji próbowali opublikować swoje wyniki w British Journal of Psychology, odkryli, że Zimbardo, dowiedziawszy się o tym, napisał do redaktorów, starając się powstrzymać publikację, twierdząc, że ich wyniki są szalbiercze. Mimo to artykuł ukazał się w 2006 roku.

## Klinika nieśmiałości
Philip Zimbardo poświęcił wiele czasu na badanie zjawiska nieśmiałości. Efektem jego pracy jest wiele artykułów na ten temat oraz znana, przetłumaczona na 10 języków (w tym polski) książka „Shyness: What it is, What to do about it" (Nieśmiałość. Co to jest? Jak sobie z nią radzić?), a także założona przy Pacific Graduate School of Psychology w Palo Alto Klinika Nieśmiałości.

## Projekt „bohaterskiej wyobraźni”
Najnowszym projektem realizowanym przez profesora Philipa Zimbardo jest bohaterstwo dnia codziennego. Jak sam stwierdził w jednym z wywiadów, w pewnym momencie zauważył, że brakuje badań nad bohaterstwem. Opracował program nauczania, którego celem jest uczenie młodych ludzi, jak kształtować w sobie postawy niezgody na zło. Zimbardo jest fundatorem i prezesem fundacji Heroic Imagination Project (San Francisco), która na całym świecie promuje i wdraża ten program, który powstał na bazie wyników badań psychologii społecznej. Zimbardo dzięki programowi „bohaterskiej wyobraźni” chce szukać pozytywnych postaw i odnajdywać bohaterów wśród zwykłych ludzi. Program jest adresowany przede wszystkim do młodzieży. W ramach działalności fundacji Heroic Imagination Project (Projekt Bohaterskiej Wyobraźni) od 2014 wdrażany w Polsce jest Program Rozumienie Ludzkiej Natury. Celem projektu jest zachęcenie ludzi do podejmowania codziennych bohaterskich czynów, radzenie sobie z efektem biernego widza, zwiększenie samoświadomości i refleksyjności. Profesor Philip Zimbardo spotkał się w Ministerstwie Edukacji Narodowej z Krystyną Szumilas, a następnie z Joanną Kluzik-Rostkowską. W 2014 Projekt Bohaterskiej Wyobraźni w Polsce otrzymał honorowy patronat Minister Edukacji Narodowej.